# Олива, Жорди
Жорди Олива Искьердо (исп. Jordi Oliva Izquierdo; кат. Jordi Oliva i Izquierdo; 30 мая 1959, Тарраса, Каталония — 1 декабря 2014, Тарраса, Каталония) — испанский хоккеист на траве, полевой игрок. Участник летних Олимпийских игр 1984 и 1988 годов.

## Биография
Жорди Олива родился 30 мая 1959 года в испанском городе Тарраса.
Играл в хоккей на траве за «Атлетик» из Таррасы.
В 1984 году вошёл в состав сборной Испании по хоккею на траве на летних Олимпийских играх в Лос-Анджелесе, занявшей 8-е место. Играл в поле, провёл 4 матча, мячей не забивал.
В 1986 году участвовал в чемпионате мира в Лондоне, где испанцы заняли 5-е место. Забил 1 мяч.
В 1988 году вошёл в состав сборной Испании по хоккею на траве на летних Олимпийских играх в Сеуле, занявшей 9-е место. Играл в поле, провёл 7 матчей, забил 1 мяч в ворота сборной Кении.
Умер 1 декабря 2014 года в Таррасе.

## Семья
Сын — Рок Олива (род. 1989), испанский хоккеист на траве. Серебряный призёр летних Олимпийских игр 2008 года, участник летних Олимпийских игр 2012, 2016 и 2020 годов.
Дочь — Жеоржина Олива (род. 1990), испанская хоккеистка на траве. Участница летних Олимпийских игр 2008, 2016 и 2020 годов.